# إكسيل بريتزش
إكسيل بريتزش (بالألمانية: Axel Pretzsch) مواليد 16 يونيو 1976 في هامبورغ، ألمانيا الغربية، هو لاعب كرة مضرب ألماني سابق بدأ مسيرته كمحترف سنة 1996 وكان يلعب باليد اليمنى. أعلى تصنيف له في الفردي كان المركز الـ 99 في سنة 2002. أعلى تصنيف له في الزوجي كان المركز الـ 318 في سنة 2003.

## النهائيات

### الفردي: (6)
| الرقم | السنة | الدورة             | الأرضية | المنافس في النهائي | النتيجة في النهائي      |
| ----- | ----- | ------------------ | ------- | ------------------ | ----------------------- |
| 1.    | 1999  | فولفسبورغ، ألمانيا | سجاد    | دييغو نارجيسو      | فوز سهل                 |
| 2.    | 1999  | لوبيك، ألمانيا     | سجاد    | مايكل كولمان       | 7–6(7–2), 6–4           |
| 3.    | 2001  | فروتسواف، بولندا   | صلبة    | أنطوني دوبوي       | 7–5, 7–6(7–1)           |
| 4.    | 2001  | ماغديبورغ، ألمانيا | سجاد    | كليمنس تريمل       | 6–4, 6–4                |
| 5.    | 2001  | جرانبي، كندا       | صلبة    | جيف موريسون        | 6–7(5–7), 6–3, 6–4      |
| 6.    | 2003  | فولفسبورغ، ألمانيا | سجاد    | آرفيند بارمار      | 6–7(1–7), 7–6(7–5), 6–4 |

### الزوجي: (1)
| الرقم | السنة | الدورة             | الأرضية | الشريك      | المنافس في النهائي             | النتيجة في النهائي |
| ----- | ----- | ------------------ | ------- | ----------- | ------------------------------ | ------------------ |
| 1.    | 2003  | فولفسبورغ، ألمانيا | سجاد    | كارستن براش | أليكساندر بيا اعصام الحق قريشي | 6–4, 6–2           |

## روابط خارجية
- إكسيل بريتزش على موقع رابطة محترفي التنس (الإنجليزية)
- إكسيل بريتزش على موقع الاتحاد الدولي لكرة المضرب (الإنجليزية)
- إكسيل بريتزش على موقع خلاصة التنس.كوم (الإنجليزية)